# Argia hamulata
Argia hamulata är en trollsländeart som beskrevs av Fraser 1946. Argia hamulata ingår i släktet Argia och familjen dammflicksländor. IUCN kategoriserar arten globalt som livskraftig. Inga underarter finns listade i Catalogue of Life.